# Weinberg bei Steinau
Weinberg bei Steinau este o arie protejată (arie specială de conservare — SAC, sit de importanță comunitară — SCI) din Germania întinsă pe o suprafață de 34,78 ha, integral pe uscat.

## Localizare
Centrul sitului Weinberg bei Steinau este situat la coordonatele 50°19′32″N 9°26′33″E / 50.3256°N 9.4425°E.

## Înființare
Situl Weinberg bei Steinau a fost declarat sit de importanță comunitară în aprilie 1999 pentru a proteja 3 specii de animale. Situl a fost protejat și ca arie specială de conservare în martie 2008.

## Biodiversitate
Situată în ecoregiunea continentală, aria protejată conține 2 habitate naturale: Formațiuni de Juniperus communis pe lande sau pajiști calcaroase, Pajiști uscate seminaturale și facies de acoperire cu tufișuri pe substraturi calcaroase (Festuco-Brometalia) (* situri importante pentru orhidee).
La baza desemnării sitului se află mai multe specii protejate de  păsări (3): capîntortură (Jynx torquilla), sfrâncioc roșiatic (Lanius collurio), sfrâncioc mare (Lanius excubitor excubitor).
Pe lângă speciile protejate, pe teritoriul sitului au mai fost identificate 5 specii de plante, 10 specii de nevertebrate.